# Meijin 1968
Il Meijin 1968 è stata la settima edizione del torneo goistico giapponese Meijin. 

## Qualificazioni

### Torneo 1
|  | Quarti di finale  | Quarti di finale  | Quarti di finale |                |                 | Semifinali      | Semifinali | Semifinali |  |  | Finale | Finale | Finale |  |
|  |                   |                   |                  |                |                 |                 |            |            |  |  |        |        |        |  |
|  | Hideo Watanabe    | Hideo Watanabe    | 0                |                |                 |                 |            |            |  |  |        |        |        |  |
|  | Hideo Watanabe    | Hideo Watanabe    | 0                |                |                 |                 |            |            |  |  |        |        |        |  |
|  | Shuchi Kubouchi   | Shuchi Kubouchi   | 1                |                |                 |                 |            |            |  |  |        |        |        |  |
|  | Shuchi Kubouchi   | Shuchi Kubouchi   | 1                |                | Shuchi Kubouchi | Shuchi Kubouchi | 1          |            |  |  |        |        |        |  |
|  |                   |                   |                  |                | Shuchi Kubouchi | Shuchi Kubouchi | 1          |            |  |  |        |        |        |  |
|  |                   |                   | Takeshi Sumino   | Takeshi Sumino | 0               |                 |            |            |  |  |        |        |        |  |
|  | Takeshi Sumino    | Takeshi Sumino    | Takeshi Sumino   | Takeshi Sumino | 0               | 1               |            |            |  |  |        |        |        |  |
|  | Takeshi Sumino    | Takeshi Sumino    |                  |                |                 |                 |            |            |  |  |        |        |        |  |
|  | Yoshimi Hashimoto | Yoshimi Hashimoto | 0                |                |                 |                 |            |            |  |  |        |        |        |  |
|  | Yoshimi Hashimoto | Yoshimi Hashimoto | 0                |                | Shuchi Kubouchi | Shuchi Kubouchi | 1          |            |  |  |        |        |        |  |
|  |                   |                   |                  |                |                 |                 |            |            |  |  |        |        |        |  |
|  |                   |                   | Hirotaka Sanno   | Hirotaka Sanno | 0               |                 |            |            |  |  |        |        |        |  |
|  | Hirotaka Sanno    | Hirotaka Sanno    | Hirotaka Sanno   | Hirotaka Sanno | 0               | 1               |            |            |  |  |        |        |        |  |
|  | Hirotaka Sanno    | Hirotaka Sanno    |                  |                |                 |                 |            |            |  |  |        |        |        |  |
|  | Minoru Kameyama   | Minoru Kameyama   | 0                |                |                 |                 |            |            |  |  |        |        |        |  |
|  | Minoru Kameyama   | Minoru Kameyama   | 0                |                | Hirotaka Sanno  | Hirotaka Sanno  | 1          |            |  |  |        |        |        |  |
|  |                   |                   |                  |                | Hirotaka Sanno  | Hirotaka Sanno  | 1          |            |  |  |        |        |        |  |
|  |                   |                   | Nobuaki Maeda    | Nobuaki Maeda  | 0               |                 |            |            |  |  |        |        |        |  |
|  | Nobuaki Maeda     | Nobuaki Maeda     | Nobuaki Maeda    | Nobuaki Maeda  | 0               | 1               |            |            |  |  |        |        |        |  |
|  | Nobuaki Maeda     | Nobuaki Maeda     |                  |                |                 |                 |            |            |  |  |        |        |        |  |
|  | Reiki Magari      | Reiki Magari      | 0                |                |                 |                 |            |            |  |  |        |        |        |  |

### Torneo 2
|  | Quarti di finale    | Quarti di finale    | Quarti di finale |                |                     | Semifinali          | Semifinali | Semifinali |  |  | Finale | Finale | Finale |  |
|  |                     |                     |                  |                |                     |                     |            |            |  |  |        |        |        |  |
|  | Toshihiro Shimamura | Toshihiro Shimamura | 1                |                |                     |                     |            |            |  |  |        |        |        |  |
|  | Toshihiro Shimamura | Toshihiro Shimamura | 1                |                |                     |                     |            |            |  |  |        |        |        |  |
|  | Kunio Oyama         | Kunio Oyama         | 0                |                |                     |                     |            |            |  |  |        |        |        |  |
|  | Kunio Oyama         | Kunio Oyama         | 0                |                | Toshihiro Shimamura | Toshihiro Shimamura | 1          |            |  |  |        |        |        |  |
|  |                     |                     |                  |                | Toshihiro Shimamura | Toshihiro Shimamura | 1          |            |  |  |        |        |        |  |
|  |                     |                     | Katsuji Kada     | Katsuji Kada   | 0                   |                     |            |            |  |  |        |        |        |  |
|  | Kunio Ishii         | Kunio Ishii         | Katsuji Kada     | Katsuji Kada   | 0                   | 0                   |            |            |  |  |        |        |        |  |
|  | Kunio Ishii         | Kunio Ishii         |                  |                |                     |                     |            |            |  |  |        |        |        |  |
|  | Katsuji Kada        | Katsuji Kada        | 1                |                |                     |                     |            |            |  |  |        |        |        |  |
|  | Katsuji Kada        | Katsuji Kada        | 1                |                | Toshihiro Shimamura | Toshihiro Shimamura | 1          |            |  |  |        |        |        |  |
|  |                     |                     |                  |                |                     |                     |            |            |  |  |        |        |        |  |
|  |                     |                     | Takeo Kajiwara   | Takeo Kajiwara | 0                   |                     |            |            |  |  |        |        |        |  |
|  | Kaoru Iwamoto       | Kaoru Iwamoto       | Takeo Kajiwara   | Takeo Kajiwara | 0                   | 0                   |            |            |  |  |        |        |        |  |
|  | Kaoru Iwamoto       | Kaoru Iwamoto       |                  |                |                     |                     |            |            |  |  |        |        |        |  |
|  | Takeo Kajiwara      | Takeo Kajiwara      | 1                |                |                     |                     |            |            |  |  |        |        |        |  |
|  | Takeo Kajiwara      | Takeo Kajiwara      | 1                |                | Takeo Kajiwara      | Takeo Kajiwara      | 1          |            |  |  |        |        |        |  |
|  |                     |                     |                  |                | Takeo Kajiwara      | Takeo Kajiwara      | 1          |            |  |  |        |        |        |  |
|  |                     |                     | Dogen Handa      | Dogen Handa    | 0                   |                     |            |            |  |  |        |        |        |  |
|  | Yasumasa Hane       | Yasumasa Hane       | Dogen Handa      | Dogen Handa    | 0                   | 0                   |            |            |  |  |        |        |        |  |
|  | Yasumasa Hane       | Yasumasa Hane       |                  |                |                     |                     |            |            |  |  |        |        |        |  |
|  | Dogen Handa         | Dogen Handa         | 1                |                |                     |                     |            |            |  |  |        |        |        |  |

### Torneo 3
|  | Quarti di finale  | Quarti di finale  | Quarti di finale |                 |                | Semifinali     | Semifinali | Semifinali |  |  | Finale | Finale | Finale |  |
|  |                   |                   |                  |                 |                |                |            |            |  |  |        |        |        |  |
|  | Keishi Hisai      | Keishi Hisai      | 1                |                 |                |                |            |            |  |  |        |        |        |  |
|  | Keishi Hisai      | Keishi Hisai      | 1                |                 |                |                |            |            |  |  |        |        |        |  |
|  | Norio Kudo        | Norio Kudo        | 0                |                 |                |                |            |            |  |  |        |        |        |  |
|  | Norio Kudo        | Norio Kudo        | 0                |                 | Keishi Hisai   | Keishi Hisai   | 1          |            |  |  |        |        |        |  |
|  |                   |                   |                  |                 | Keishi Hisai   | Keishi Hisai   | 1          |            |  |  |        |        |        |  |
|  |                   |                   | Shin Tainaka     | Shin Tainaka    | 0              |                |            |            |  |  |        |        |        |  |
|  | Shin Tainaka      | Shin Tainaka      | Shin Tainaka     | Shin Tainaka    | 0              | 1              |            |            |  |  |        |        |        |  |
|  | Shin Tainaka      | Shin Tainaka      |                  |                 |                |                |            |            |  |  |        |        |        |  |
|  | Yutaro Hayashi    | Yutaro Hayashi    | 0                |                 |                |                |            |            |  |  |        |        |        |  |
|  | Yutaro Hayashi    | Yutaro Hayashi    | 0                |                 | Keishi Hisai   | Keishi Hisai   | 1          |            |  |  |        |        |        |  |
|  |                   |                   |                  |                 |                |                |            |            |  |  |        |        |        |  |
|  |                   |                   | Tatsuaki Iwata   | Tatsuaki Iwata  | 0              |                |            |            |  |  |        |        |        |  |
|  | Tatsuaki Iwata    | Tatsuaki Iwata    | Tatsuaki Iwata   | Tatsuaki Iwata  | 0              | 1              |            |            |  |  |        |        |        |  |
|  | Tatsuaki Iwata    | Tatsuaki Iwata    |                  |                 |                |                |            |            |  |  |        |        |        |  |
|  | Goro Suzuki       | Goro Suzuki       | 0                |                 |                |                |            |            |  |  |        |        |        |  |
|  | Goro Suzuki       | Goro Suzuki       | 0                |                 | Tatsuaki Iwata | Tatsuaki Iwata | 1          |            |  |  |        |        |        |  |
|  |                   |                   |                  |                 | Tatsuaki Iwata | Tatsuaki Iwata | 1          |            |  |  |        |        |        |  |
|  |                   |                   | Michiharu Sakai  | Michiharu Sakai | 0              |                |            |            |  |  |        |        |        |  |
|  | Shokichi Watanabe | Shokichi Watanabe | Michiharu Sakai  | Michiharu Sakai | 0              | 0              |            |            |  |  |        |        |        |  |
|  | Shokichi Watanabe | Shokichi Watanabe |                  |                 |                |                |            |            |  |  |        |        |        |  |
|  | Michiharu Sakai   | Michiharu Sakai   | 1                |                 |                |                |            |            |  |  |        |        |        |  |

## Torneo
- W indica vittoria col bianco
- B indica vittoria col nero
- X indica la sconfitta
- +R indica che la partita si è conclusa per abbandono
- +N indica lo scarto dei punti a fine partita
- +F indica la vittoria per forfeit
- +? indica una vittoria con scarto sconosciuto
- V indica una vittoria in cui non si conosce scarto e colore del giocatore

| Giocatore           | E.S. | K.T. | S.H. | Hi.F. | Ho.F. | T.Y. | T.S. | S.K. | K.H. | Risultato | Note                    |
| ------------------- | ---- | ---- | ---- | ----- | ----- | ---- | ---- | ---- | ---- | --------- | ----------------------- |
| Eio Sakata          | –    | X    | W+2  | B+5   | X     | W+?  | X    | B+R  | B+1  | 5-3       |                         |
| Kaku Takagawa       | B+7  | –    | W+R  | W+2   | B+R   | W+R  | W+R  | X    | B+?  | 7-1       | Qualificato alla finale |
| Shoji Hashimoto     | X    | X    | –    | W+2   | W+?   | X    | B+?  | W+?  | W+?  | 5-3       |                         |
| Hideyuki Fujisawa   | X    | X    | X    | –     | W+0   | B+R  | B+R  | W+R  | W+R  | 5-3       |                         |
| Hosai Fujisawa      | W+R  | X    | X    | X     | –     | W+?  | X    | X    | B+?  | 3-5       |                         |
| Toshiro Yamabe      | X    | X    | W+?  | X     | X     | –    | B+?  | X    | W+?  | 3-5       | Retrocesso              |
| Toshihiro Shimamura | B+6  | X    | X    | X     | B+?   | X    | –    | B+?  | X    | 3-5       | Retrocesso              |
| Shuchi Kubouchi     | X    | W+5  | X    | X     | W+R   | B+1  | X    | –    | B+?  | 4-4       |                         |
| Keishi Hisai        | X    | X    | X    | X     | X     | X    | B+R  | X    | –    | 1-7       | Retrocesso              |

## Finale
La finale è stata una sfida al meglio delle sette partite. 